# Feilenfabrik Ernst Ehlis

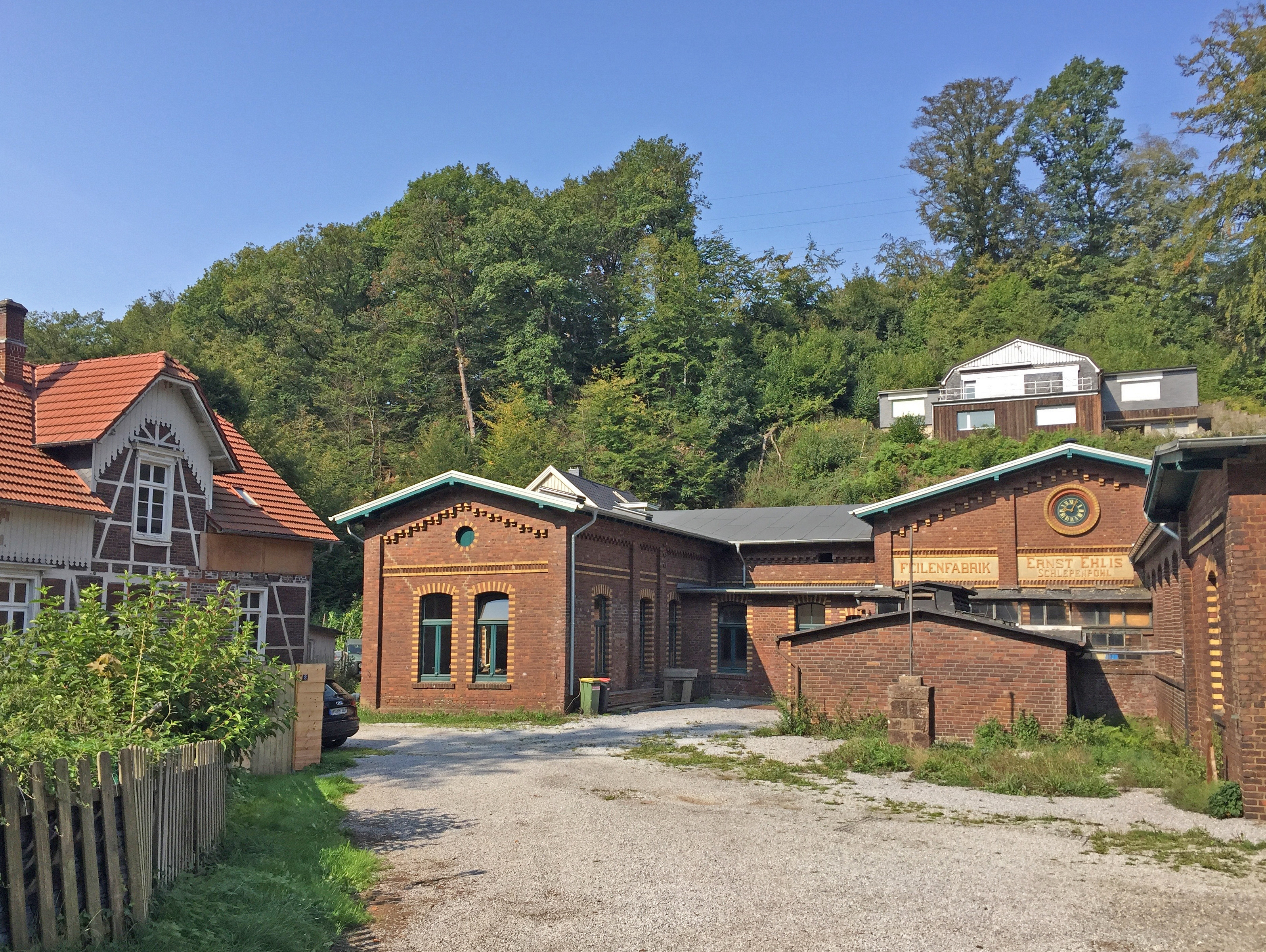
Feilenfabrik Ernst Ehlis

Die Feilenfabrik Ernst Ehlis mit der zugehörigen Fabrikantenvilla Haus Ehlis ist ein Baudenkmal im Gebiet der Stadt Remscheid in Nordrhein-Westfalen.

## Fabrik
Die Feilenfabrik Ehlis wurde 1829 von Peter Ehlis als Familienunternehmen gegründet. 1867 wurde sie auf die Söhne des Firmengründers Wilhelm und Otto Ehlis übertragen. Diese stellten im Jahr 1873 mit 142 Arbeitern Stahl, Feilen, Sägen, Hobeleisen her. Die Fabrik befand sich bis zum Tode von Horst Ehlis im Jahr 2015 im Besitz der Familie Ehlis, die hier in traditionellem Schmiedehandwerk Feilen herstellen ließ. Die Fabrikantenvilla entstand um 1900. In dem Film „Scharfe Kanten. Feilenherstellung im Bergischen Land“ hat das LVR-Institut die Arbeitsschritte der Feilenherstellung dokumentiert.
Die ältesten erhaltenen Fabrikgebäude datieren aus der Mitte des 19. Jahrhunderts. Die Unternehmensfamilie erhielt die historischen Gebäude und den Maschinenbestand originalgetreu. Am 17. November 1987 wurden die Fabrik mit Teilen der Nebengebäude, die Villa sowie der umgebende Park unter den UDB-Nrn. 475, 543 und 662 in die Denkmalliste der Stadt Remscheid eingetragen. Auch mehrere Bodenbefunde auf dem Gelände und dem benachbarten Teich sind als Bodendenkmal eingetragen (UDB-Nr. 34 (B))
Nach dem Tode Ehlis’ im Jahr 2015 wurde das Gelände verkauft und eine Sanierung und Modernisierung der Fabrikanlagen begonnen. Hierbei wurden Manufakturen und Ateliers geschaffen und ein Teil des Objekts als Industriedenkmal der Öffentlichkeit zugänglich gemacht. Im Oktober 2016 gründete sich der Förderverein zur Erhaltung der Feilenfabrik in Schlepenpohl e.V., der die Herrichtung, Unterhaltung und Betrieb des Industriedenkmals zur Aufgabe hat. Am Tag des offenen Denkmals 2019 war das Gelände im Rahmen von Führungen zugänglich.

## Trivia
2015 fanden Dreharbeiten für den Fernsehfilm Duell der Brüder – Die Geschichte von Adidas und Puma auf dem Gelände statt. Im selben Jahr entstanden dort auch Szenen des Kinofilms Jeder stirbt für sich allein (Originaltitel: Alone in Berlin) nach dem gleichnamigen Roman von Hans Fallada. Die Villa diente dem Ende 2018 gedrehten und Anfang 2020 ausgestrahlten Tatort: Kein Mitleid, keine Gnade als Kulisse als verlassene Villa am Seeufer.